# Mergo
Mergo là một đô thị ở tỉnh Ancona trong vùng Marche, nằm cách 40 km về phía tây nam của Ancona. Tại thời điểm ngày 31 tháng 12 năm 2004, đô thị này có dân số 1.063 và diện tích là 7,3 km².
Mergo giáp các đô thị sau: Arcevia, Cupramontana, Rosora, Serra San Quirico.